# Пономарево (Вологодская область)
Пономарево — деревня в Кирилловском районе Вологодской области.
Входит в состав Коварзинского сельского поселения.
Расстояние по автодороге до районного центра Кириллова — 53 км, до центра муниципального образования Коварзино — 17 км. Ближайшие населённые пункты — Еремеево, Никифорово, Блиново.
По переписи 2002 года население — 7 человек.